# Pierre Adrien Graillon
Pierre-Adrien Graillon, né le 19 septembre 1807 à Dieppe (Seine-Maritime) et mort le 14 décembre 1872 dans la même ville, est un sculpteur et peintre français.

## Biographie
Nicolas Graillon, marchand de craie de 62 ans, et son épouse Marie Marguerite Dolique, 38 ans, donnent naissance à Pierre Adrien Graillon à Dieppe, dans le vieux quartier du Pollet, le 19 septembre 1807. Ils sont alors très pauvres et connaissent tout le cortège de maux qu'engendre la misère. Le père Nicolas Graillon meurt en 1811, laissant une veuve sans ressource et un enfant abandonné à lui-même. Ils habitaient alors à quelques pas de l'Hôpital général.
Dès 1815, bien que chétif, Pierre Adrien Graillon dut apporter son aide au foyer et se mit alors à extraire des blocs de calcaire des souterrains creusés sous la falaise. Seul le dimanche lui permettait de descendre en ville et d'admirer les vitrines des ivoiriers. De la même manière, il rêvait de pouvoir façonner cette matière mais la pauvreté des siens ne lui permettait pas d'envisager des études longues.
En 1819, il se résigne alors à entrer en apprentissage pour trois ans afin d'apprendre le métier de cordonnier. Il sera nourrit, durant cette période, par sa marraine, tenancière d'une auberge à Dieppe où il pourra alors côtoyer colporteurs, marchands de chansons, acrobates, montreurs d'ours, dresseurs de puces savantes.
En 1824, il quitte Dieppe pour accomplir un tour de France. Il se rend à Rouen en 1825, où, pendant 16 mois, il tire l'alène et consacre ses loisirs à apprendre à lire et à écrire, à visiter le musée, à dessiner les impressions qu'il recueille au hasard de ses promenades à travers les vieilles rues et sur les quais.
Puis, nostalgique, il revient, toujours comme cordonnier, à Dieppe. Il y développe son ingéniosité malgré ses faibles moyens matériels : un jour il fabrique des pinceaux, un autre il peint la famille royale sur une nappe de sa mère.
Le 19 novembre 1829, il se marie à Dieppe avec Pauline Lebas. Le couple s'installe dans une petite échoppe que Graillon décore lui-même. Il se surprend un jour à sculpter un Napoléon dans le morceau de bois dont il voulait tirer une forme. Il ne tarda pas, dès lors, à délaisser bottes et souliers.
Il se mit à fréquenter les ivoiriers afin d'apprendre la technique de leur profession. Parallèlement, il modelait, dans la vase des bassins, des figures de gens du peuple voire celle de Napoléon. Ces dispositions naturelles lui permettront d'être repéré par le directeur de l’école municipale de dessin, Amédée Féret, qui lui prodiguera des cours et des conseils.
Après plusieurs années de travail, il décide d'aller étudier à Paris, ce qui lui fut possible grâce au soutien et à l'appui du député Bérigny : le ministre de l'Intérieur, suivi du conseil municipal de Dieppe, lui alloueront, à cet effet, une somme de 600 francs chacun. Muni de lettres d'introduction auprès de différents maîtres, et d'allocations annuelles, il part pour Paris avec sa femme et ses deux enfants issus de leur union. Ils y passeront deux années relativement difficiles puisqu'il ne trouvera pas de place dans un atelier. Il travaillera dans un cours public et recevra, malgré tout, quelques encouragements de David d'Angers, du vicomte de la Noé (président de la Société des arts) et du roi Louis-Philippe qui lui commandera son buste en ivoire. Mais les allocations diminuent pour être, finalement, supprimées totalement.
Graillon et sa famille rentrent alors à Dieppe ; il y ouvre un atelier, au centre de la ville et se met à modeler, dans l'argile, de petites figurines de matelots et de mendiants.
Son genre se précise rapidement, bien personnel et empreint d'un réalisme qui contraste étrangement avec la froideur du Premier Empire. L'humble boutique s'emplit de visiteurs, et on se dispute ces figures en terre cuite. Devant le succès croissant de ses créations, Graillon va grouper, en un même sujet, plusieurs personnages, se jouant des difficultés de l'équilibre des masses et de la convenance du geste. Il saisit ses modèles sur le vif, dans la rue au moyen de croquis et annotations.
Vers 1844, il pratique plus spécialement l'ivoire et le bois.
En 1853, Napoléon III et l'impératrice Eugénie, pendant un séjour à Dieppe, visitent l'atelier de Pierre Adrien Graillon. Surpris de découvrir tant de talent chez un modeste artiste de province, l'empereur lui commande sa statuette en ivoire. Elle lui parviendra cinq jours plus tard, à la veille de son départ, et il manifestera sa satisfaction en épinglant lui-même la croix de la Légion d'honneur sur la poitrine de Graillon.
C'est ainsi que toute une élite se mit à se disputer ses mendiants, ses estropiés, ses bohémiens, ses matelots.
Il diversifiera ses activités en se lançant aussi dans la peinture, en pleine pâte. Libre, sans influence ni contrainte, il s'abandonne à son inspiration et à son tempérament.
Mais la renommée et l'aisance qu'il aura conquises n'auront pas effacé les privations et fatigues antérieures, et sa santé était altérée. Il meurt à Dieppe le 14 décembre 1872.
À sa suite, ses deux fils Félix (1833-1891) et César Graillon (1831-1913), reprendront l'entreprise familiale. Ils modifient le style paternel, réaliste et quasi ethnographique, et produisent des compositions de style plus romantique (chérubins, marins en costumes…).

## Distinctions
- Chevalier de la Légion d'honneur (décret du 16 septembre 1853)

## Collections publiques
- Dieppe, château de Dieppe.
- Les Pêcheries, musée de Fécamp
- Dijon, musée Magnin.
- Louviers, musée municipal.
- Yvetot, musée des Ivoires.

## Œuvres

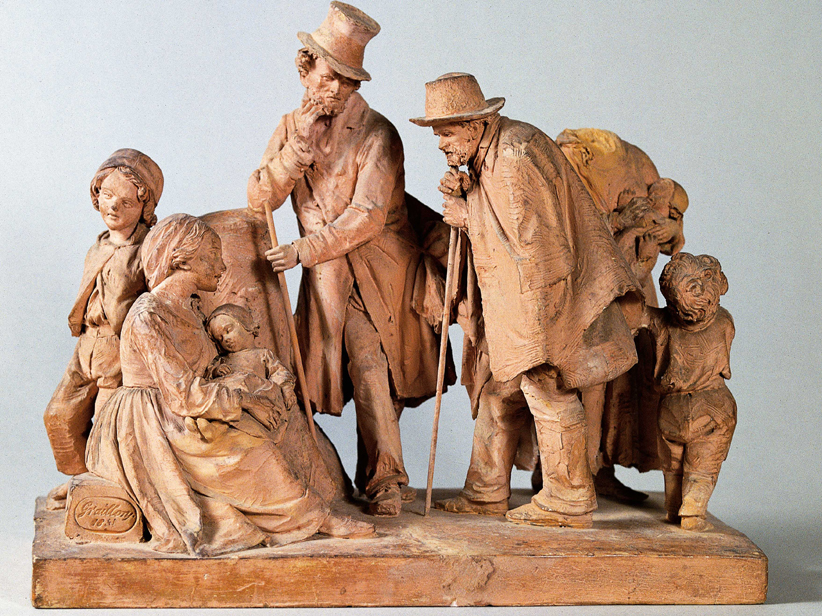
Groupe de bohémiens, Pierre Adrien Graillon, 1851, terre cuite, Collection Musée de Dieppe